# La Croix-Blanche
La Croix-Blanche är en kommun i departementet Lot-et-Garonne i regionen Nouvelle-Aquitaine i sydvästra Frankrike. Kommunen ligger i kantonen Laroque-Timbaut som tillhör arrondissementet Agen. År 2022 hade La Croix-Blanche 1 081 invånare.

## Befolkningsutveckling
Antalet invånare i kommunen La Croix-Blanche
| Referens: INSEE |